# Skolióza

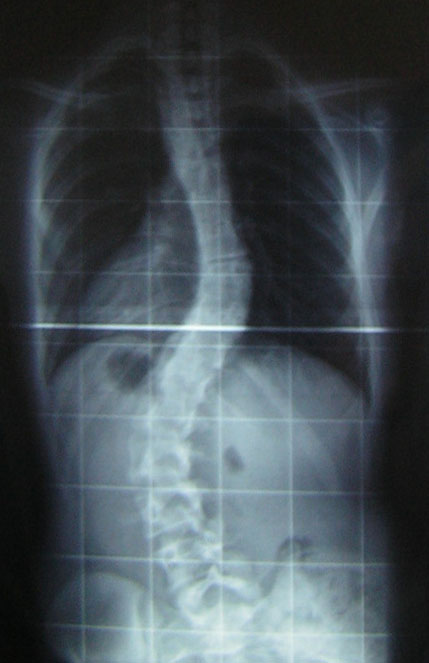
Skoliotická páteř u dospívajícího s idiopatickou skoliózou

Skolióza je jedna z deformací páteře.

## Obecně
Skoliózu lze charakterizovat jako trojrozměrnou deformitu se sklonem a posunem obratlů ve frontální (stranové zakřivení), sagitální (změny fyziologické lordózy a kyfózy) a transverzální (rotace páteřního sloupce) rovině. U idiopatické skoliózy zpočátku nejsou strukturální změny obratlů. U skoliózy jsou nejvíce dislokována těla obratlů, jejich oblouky a výběžky méně. V bederní skoliotické páteři jsou při rotaci dorzálně vychýleny (rotovány) příčné výběžky, které na straně vychýlení vytlačují svalovou hmotu, vyčnívají a tvoří bederní hrb. Obvykle patrný je typický hrb při rotaci páteře v hrudní části, kde příčné výběžky jsou následovány žebry a vytváří se tak tzv. paravertebrální prominence. Nejvíce patrná je deformita při Adamsově testu – v předklonu.
Velikost deformity se hodnotí ve všech třech rovinách. Metodou podle Cobba lze odečítat úhlové zakřivení v předozadní projekci (AP = antero-posterior) a v boční projekci (sagitální rovině). Moderními zobrazovacími metodami lze navíc v osovém řezu trupu (v rovině transverzální) odečítat rotaci páteře. Vzhledem k rentgenové zátěži i ceně vyšetření (CT, MRI) jsou pro odečítání axiální rotace obratlů používány metody přibližné. Nejméně přesná je metoda podle Nash-Moe, která má 5 úrovní. Přesněji lze určit rotaci pomocí speciální šablony podle Perdriolle, nebo původní českou univerzální radiografickou (grafickou) metodou, která byla publikována v časopise Scoliosis Journal. Další metody jsou pro běžnou praxi náročnější a nezískávají přesnější hodnoty.

## Neuromuskulární skolióza
Příčinou této deformity páteře je vada neuromuskulárního systému. Zahrnuje velkou skupinu onemocnění, nejčastější formou je dětská mozková obrna – DMO, muskulární dystrofie a myelomeningokéla. Rozmanitá je i skupina pacientů, u kterých je nutný specifický přístup i léčebný postup. Základní neurologické postižení může být jednostranné, oboustranné, progredující nebo stacionární. Je nutno hodnotit i mentální postižení pacienta.
Léčení a sledování mladých pacientů je poměrně komplikované. Řada pacientů je schopna samostatné chůze, velká část je však odkázána na invalidní vozík. Progredující deformita páteře a pánve postupně zhoršuje kvalitu sedu a v některých případech může sed časem zcela znemožnit. Křivka se v závislosti na tíži neurologického postižení a věku zhoršuje.

## Neuromuskulární skolióza – léčba
Na deformitě se nepodílí jen páteř, ale i postavení pánve a kyčelních kloubů, které je nezbytné vyšetřit. Ve volbě terapie je na prvním místě cílená rehabilitace, protetické pomůcky včetně korzetu. Je nutno přihlédnout na pacientovu toleranci k protetické pomůcce. Ve srovnání s jinou etiologií nebývá korzetoterapie příliš efektivní, progrese je jen přibrzďována. Operační řešení je nutné při progresi křivky, při nestabilním sedu a kolapsu páteře. A to v případě, je-li reálný předpoklad, že pacientovi umožníme opět sed nebo chůzi, byť s dopomocí. Tyto často komplikované a víceetapové výkony však výrazně zlepší kvalitu života i rehabilitační a ošetřovatelskou péči. Nelze jednoznačně říci, od kolika stupňů by se mělo operovat a které pacienty je nutno operačně ošetřit. Otázka neuromuskulárních křivek je velmi složitá jak ve smyslu konzervativní, tak operační terapie. Při operačním řešení je často nutno do fúze zahrnout i pánev a stabilizovat celý trup. Mnohdy je operační postup několikafázový. Během jednotlivých operací musí mladý pacient strávit na tzv. Halo-trakci i několik týdnů. Halo-trakce označuje konstrukci, která je připevněna na lebku, dalším opěrným bodem může být pánev nebo u mladších pacientů stehna. Tato „konstrukce“ pomáhá v pomalém „natahování“ a uvolňování zakřivení páteře, kterým se docílí lepší definitivní korekce deformity.

## Kongenitální skolióza
Jedná se o deformity páteře (skoliózy, kyfózy, kyfoskoliózy.), se kterými se dítě již narodí. Poměrně často jsou doprovázeny dalšími vrozenými vadami (u 30 % jsou i abnormality ledvin, u 40% abnormality na míše).
75% dětí s kongenitální skoliózou progreduje postupně s věkem. Z toho 2/3 výrazně a 1/3 méně výrazně. Pouze 25% kongenitálních křivek je stacionárních. Zhoršování velikosti křivky je zejména ve dvou věkových obdobích, a to od narození do 3 let, a poté v období pubertálního věku (období růstového zrychlení). 

## Rozdělení dle typu

### Porucha formace (poloobratel, čtvrtobratel)
Ze všech kongenitálních anomálií páteře se vyskytuje nejčastěji. Jde o poruchu, kdy některá část obratlového těla není vyvinutá. Existuje několik typů tzv. „poloobratlů“, které se manifestují různým způsobem. Může se jednat o nevyvinutí přední nebo bočné poloviny obratle. Mohou se vyvinout na několika místech páteře. Dle jejich umístění a počtu lze odhadnout, bude-li se křivka výrazně zhoršovat nebo ne.

### Porucha segmentace (kongenitální lišta)
Jde o poruchu, kdy je několik obratlů nad sebou v některém místě obratlového těla srostlých. V místě nesegmentovaného úseku páteř neroste, což vede v období růstu k její deformitě. Nejzávažnější je jednostranná nesegmentovaná lišta, která vede k těžké skolióze a zhoršuje se až do ukončení růstu.

### Smíšené poruchy
Kombinace výše zmíněných.

## Terapie u kongenitální skoliózy
Sledování a léčení kongenitálních skolióz a dalších vrozených vad se musí zahájit hned při zjištění. Léčba se řídí charakterem vady a velikostí zakřivení. Součástí sledování jsou vždy opakované RTG snímky páteře. U malých nezávažných nebo kompenzovaných křivek je vhodné pouze sledování v odstupu 6–12 měsíců. Základem celého léčebného postupu je nepřipustit progresi, tedy zhoršování křivky.
Korzet v mnoha případech progresi křivky nezastaví, a je proto málokdy indikován. Většinou je nutná chirurgická léčba, která se musí uskutečnit již v útlém věku dítěte. Většinou se jedná o krátké zpevnění páteře (spondylodézu), odstranění poloobratle, za nebo bez použití osteosyntetického (kovového) materiálu. Pooperačně je většinou nutné dlouhodobé nošení korzetu. Časté jsou i opakované operační výkony během růstu. Operace u dětí do 4 let nejsou výjimkou. Rodiče se často obávají, že operace deformity může vést k pomalejšímu růstu těla. Opak je však pravdou, protože páteř postižená vrozenou vadou spíše „roste do deformity“ než do výšky.

## Léčba konzervativní u idiopatické skoliózy
Konzervativní léčbou se rozumí neoperační léčba skoliózy (léčba korzetem a rehabilitační cvičení).
Pokud je na RTG snímku vychýlení páteře do 10°, není nález považován za skoliózu v pravém slova smyslu. U zdravých jedinců je běžné zakřivení v hrudním úseku páteře okolo 5°. Je-li však na RTG snímku přítomna rotace obratlů, skolióza je v rodinné anamnéze a existují-li jiné rizikové faktory, děti jsou sledovány.
Při RTG záchytu křivky v rozmezí 10° až 20° a při předpokladu růstového spurtu je předepsána fyzioterapie a RTG páteře je v rozmezí 6–12 měsíců opakováno. Předpis korzetoterapie je na ošetřujícím lékaři (4, 5). Záleží na jeho zkušenostech, odhadu vývoje skoliózy a ortotickém zázemí. Je velice výhodné použít korzet jen pro noční režim, nejlépe speciální ortézu (jako je noční modifikace Cheneau, Caen, Charleston apod.). Takové řešení ve většině případů zastaví dosavadní progresi při minimálním obtěžování pacienta korzetem.
U křivek 20° až 50° a při předpokladu dalšího růstu je již indikováno a doporučeno léčení trupovými ortézami, tzv. „korzety“ (2, 3, 4, 5). U většiny typů korzetů je děti nosí nejčastěji 23 hodin denně, tedy v nich i spí. To platí především pro juvenilní skoliózu (2, 3). Používají se i zkrácené režimy, které mají dostatečné léčebné účinky. Nejmodernější doporučení uvádějí režim 16 hodin aplikace korzetu během 24 hodin. Například používání ve škole a na spaní, odpoledne bez ortézy, případně jen úleva od korzetu několik hodin odpoledne. Důležitá je aplikace korzetu při sezení. Který typ korzetu bude nejvhodnější, záleží na charakteru, velikosti křivky a na věku, kdy je korzet naložen. Nejčastěji se používají korzety těchto typů: Cheneau korzet a jeho modifikace, obecně pak skupina mnoha typů pod označením TLSO korzet, Milwaukee korzet, který je v dnešní době již zastaralý, CAENŚ korzet, CHARLESTON korzet a další typy pro noční režim (1). Nejnovější trendy používají biomechanický princip "push-up", což si lze představit v podobě korzetu s utaženým pasem a postupně se rozšiřující bederní a hrudní částí, čímž dochází vedle korekce páteře působením tlaku na křivky i k osové extenzi páteřního sloupce (4). Dříve se tento princip nazýval "cherry stone effect" nebo "mayonnaise tube effect" (4). 
Mnohé křivky na korzet velmi dobře zareagují a léčba vede k jejich korekci a většinou zastaví progresi. Dodržování předepsané korzetoterapie má zásadní vliv na efektivitu a úspěšnost léčby (např. 12). Část křivek však má značnou tendenci ke zhoršování (při nedůsledném používání korzetu), proto pak ve výsledku je za úspěch konzervativní terapie považováno, pokud se křivka nezhoršuje. Všeobecně pro hodnocení úspěšnosti léčby z minulosti přetrvává dogma, že výsledné zakřivení v dospělosti se prakticky neliší od hodnoty křivky před zahájením léčby průměrně kvalitním korzetem. Při použití kvalitní ortézy (korekce křivky více než 30 %, nejlépe o vice než 50%) však toto tvrzení neplatí (1). Pokud je ortéza používána podle předpisu a v průběhu léčby dojde k trvalé korekci a korzet se předčasně nevysadí, zůstává trvalá korekce i po ukončení korzetoterapie v období již zralého skeletu (okolo 18 let věku) (1). K předčasnému vysazování trupových korekčních ortéz dochází především na základě dlouhodobě zažitého kritéria růstu pánve a posuzování znamení dle Rissera, které je čitelné z RTG v předozadní projekci. Toto znamení vypovídá o kostním růstu, nikoliv o kostní zralosti, která má u adolescentů podstatný vliv na další možnou progresi skoliózy. V odborných publikacích používání Risserova znamení pro chápání ukončení konzervativní léčby skoliózy bylo kriticky hodnoceno (např. 11), podobně jako další v minulosti metodicky nastavené pravidlo, že konzervativní léčba adolescentů není efektivní. Vědecké publikace prokázaly u adolescentů podobné léčebné možnosti a efekt korzetoterapie jako u juvenilní skoliózy (4, 5). Obecně platí, že čím větší křivky, tím je třeba delší ponechání nočního režimu (až např. do 22 let – Dr. Cheneau) (1). Statistiky ukazují významnou účinnost korzetoterapie při včasném objevení choroby a při včasném zahájení konzervativní léčby. Jsou však případy, kdy se deformita i v korzetu postupně zhoršuje vlivem etiologie nebo nekvalitní, neúčinné ortézy, popř. nedodržováním předepsané léčby. Nedílnou součástí terapie je aktivní rehabilitační cvičení (2) a výhodná je i běžná fyzická aktivita v korzetu i bez něj. V případě, že je korzet používán pravidelně podle předpisu, lze i aktivně sportovat (1), přičemž tréninky by neměly přesahovat rozumnou úroveň, maximálně 8 – 10 hodin týdně. 
Problém bývá s rozpoznáním kvalitních korzetů od neúčinných, neboť se mohou laikovi vizuálně zdát prakticky stejné (1). Zásadní parametr kvality je stupeň korekce (30% a vyšší) při vhodném tvarování, které zásadně neomezuje a nezpůsobuje další komplikace (1). Při zhoršení křivky nad 40° se začíná uvažovat o operačním řešení, křivky nad 55° jsou obvykle indikovány k operaci (2, 3, 4, 5).

## Léčba operační
Jestliže selže konzervativní postup nebo pacient přichází k vyšetření již s vyvinutou deformitou, je nutná operační korekce a stabilizace. Toto rozhodnutí je poměrně závažné jak pro lékaře, tak pro pacienta a jeho rodiče. Smyslem operace je zakřivení co nejvíce narovnat a v tomto narovnání trvale udržet, což uvolní i nitrohrudní orgány (srdce, plíce), aby se mohly normálně vyvíjet a podstatně zlepšit i kosmetický vzhled operovaného. Existují dvě možné přístupové cesty k páteři: přední a zadní. Který operační přístup bude zvolen rozhodne lékař na základě charakteru křivky. Předoperačně je nutné pořídit a zhodnotit RTG snímky v různých polohách a projekcích, jež jsou nezbytné k upřesnění rozsahu operace.

### Zadní přístup
Během výkonu leží pacient na břiše a operační řez je podélný ve střední čáře páteře. Vlastní výkon na páteři spočívá v naložení kovového instrumentária (titanová slitina, dříve ušlechtilá ocel), které se skládá ze dvou tyčí umístěných po obou stranách páteře a uchycených k obratlům pomocí šroubů, svorek a háčků. Touto instrumentací je páteř v potřebném rozsahu korigována, derotována a stabilizována. Současně je nutné provést tzv. zpevnění páteře, při němž jsou rozrušeny meziobratlové klouby, je snesena povrchní vrstva zadních částí jednotlivých obratlů a na takto obnažené ploše jsou umístěny kostní štěpy odebrané z lopaty kosti kyčelní nebo získané z obnažené páteře, doplněné osteoinduktivním materiálem. K pooperačnímu doléčení je obvykle indikován vhodný korzet.

### Přední přístup
Tento operační postup se v posledních letech stále více uplatňuje tam, kde to povaha zakřivení dovolí. Výhodou tohoto přístupu je menší jizva – kosmeticky méně rušivá, méně operovaných obratlů, lepší korekce křivky a její derotace. Pooperačně není u většiny pacientů nutný korzet. Jizva je umístěna podle typu křivky vlevo nebo vpravo po straně trupu je z větší části kryta paží. Ke korekci a stabilizaci je používána rovněž kovová instrumentace, avšak poněkud odlišná od zadního operačního přístupu.
Pooperačně je pacient sledován na jednotce intenzivní péče, kde se sledují a dle potřeby regulují jeho základní životní funkce, tiší se bolest a pečuje se o operační ránu. Řízená rehabilitace začíná v pooperačním období prakticky hned druhý den prováděním dechových cvičení a cvičením na lůžku. Vertikalizace a nácvik chůze po operaci, je zahajována dle možnosti a typu výkonu od 3. dne, v případě potřeby přiložení korzetu až kolem 4. až 6. dne. Je přitom používán tzv. bivalvovaný korzet, který se skládá ze dvou dílů. 14. pooperační den jsou odstraněny stehy a pacient propuštěn do domácí péče. Při propuštění musí být informován a podrobně seznámen ošetřujícím fyzioterapeutem o rozsahu cvičení doma, o režimových opatřeních, možnostech zátěže apod. Podle zkušeností nebývá v době propuštění nutno podávat léky na tišení bolesti. Návrat operovaného do práce či školy je zcela individuální, ale neměl by být v rozporu s doporučením lékařů (většinou 3–6 týdnů od operace).

## Prevence
Důležitým předpokladem korekce skolióz je včasná diagnóza. V případě jakýchkoliv podezření na špatné držení těla je nutné navštívit lékaře, který poskytne bližší informace. Je-li stanovena diagnóza skoliózy, mělo by dítě začít léčebnou fyzioterapii, příp. aerobní aktivity umocňující plicní ventilaci a tím posturální význam bránice. Pro vyvážené posílení zádových svalů jsou vhodné např. severská chůze či plavání. Měly by být omezeny činnosti, které páteř jednostranně zatěžují, ze sportů např. squash, tenis, gymnastika, skok do výšky apod. Skoliózy zapříčiněné častým rozdílem délek dolních končetin musí být korigovány ortopedickou obuví, popř. vložkami či podpatěnkami. V Česku a na Slovensku probíhá dobrovolnická osvětová kampaň, která má za cíl příspět k včasné diagnóze a odpovídající léčbě.